# Velva (fiume)
La Velva (in russo Велва?) è un fiume della Russia europea orientale, affluente di sinistra dell'In'va (bacino idrografico della Kama). Scorre nel Territorio di Perm', nei rajon Kosinskij, Kudymkarskij e Jus'vinskij.

## Descrizione
Nasce nella sezione orientale delle alture della Kama, la sorgente si trova in una foresta 15 km a nord-ovest del villaggio di Kamenka. Il canale è molto tortuoso, il fiume cambia molte volte la sua direzione di flusso in ripidi meandri. Nelle depressioni ci sono aree paludose, nei tratti inferiori forma delle lanche. Mediamente scorre con direzione meridionale e sud-occidentale sfociando nel medio corso dell'In'va, a 103 km dalla foce, a est della città di Kudymkar. Ha una lunghezza di 199 km, il suo bacino è di 1 390 km². La larghezza del fiume alla foce è di circa 30 metri. La valle della Velva per gli standard della regione è densamente popolata, sulle sue rive ci sono un gran numero di insediamenti e villaggi.